# NGC 2836
NGC 2836 (również PGC 26017) – galaktyka spiralna (Sbc), znajdująca się w gwiazdozbiorze Kila. Odkrył ją John Herschel 29 stycznia 1835 roku.